# Rhizophora lamarckii
Rhizophora lamarckii är en tvåhjärtbladig växtart som beskrevs av Montr.. Rhizophora lamarckii ingår i släktet Rhizophora, och familjen Rhizophoraceae. Inga underarter finns listade i Catalogue of Life.